# Polskie Koleje Państwowe

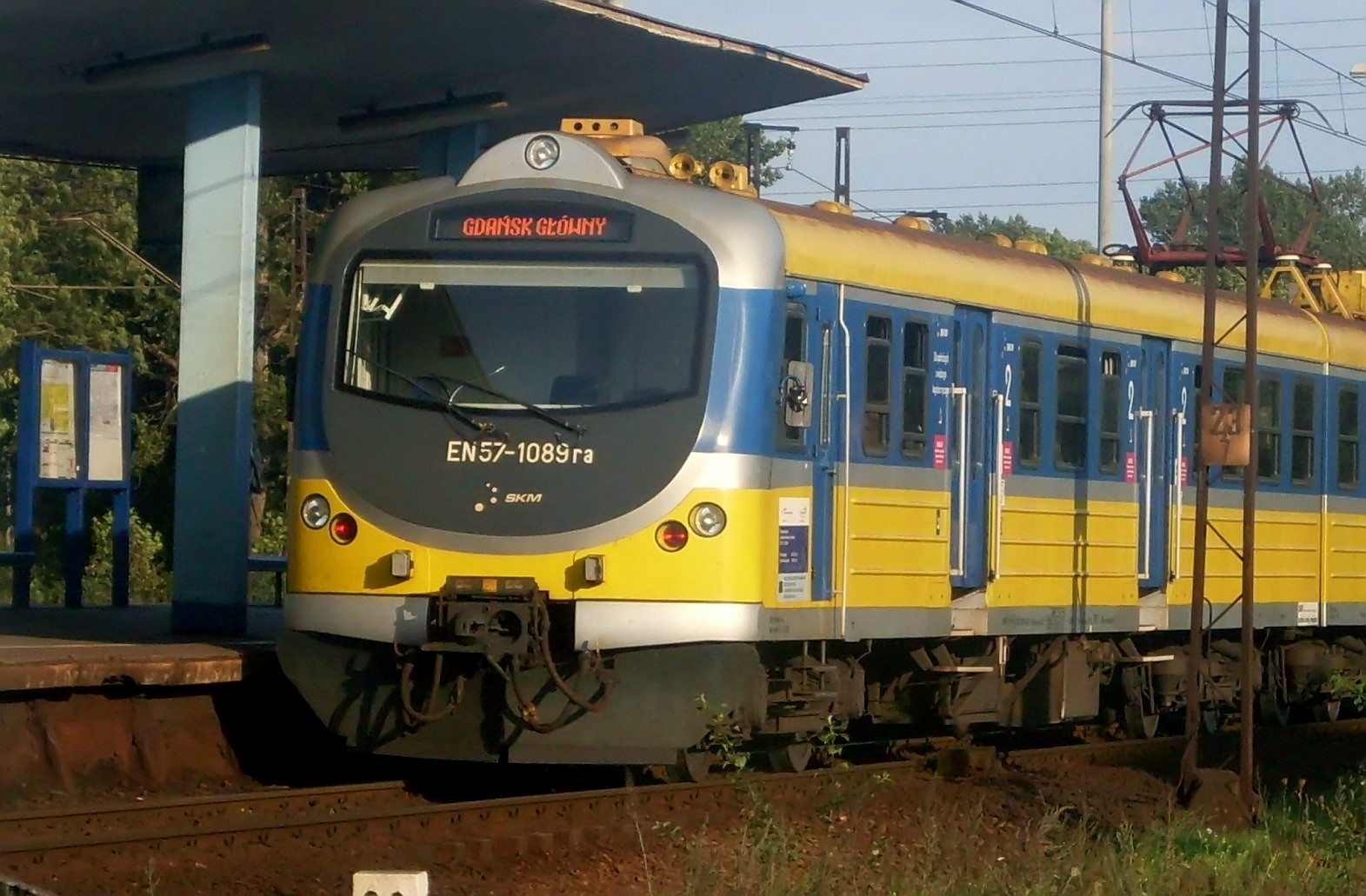
Vlak SKM Trójmiasto

Polskie Koleje Państwowe S.A. (česky Polské státní dráhy, a. s., nebo Polské státní železnice, a. s.) je název někdejší unitární železnice ve vlastnictví polského státu. Podnik s tímto názvem byl zřízen dekretem prezidenta Polské republiky Moścického ze dne 27. září 1926. V rámci transformace tohoto podniku došlo v roce 2001 ke vzniku skupiny PKP (Grupa PKP) s holdingovou strukturou, v jejímž čele stojí mateřská akciová společnost Polskie Koleje Państwowe Spółka Akcyjna (PKP S.A.) (VKM: PKP). Všechny firmy skupiny zaměstnávají asi 145 tisíc lidí. Jejich jediným akcionářem je Státní poklad, který je zastoupený Ministerstvem infrastruktury. Společnost ovládá Skupinu PKP (polsky Grupa PKP). Mezi její základní úkoly patří:
realizace procesů restrukturizace,
hospodaření s přebytečným majetkem,
správa finančních toků společností Skupiny PKP,
koordinace podnikání spojeného s rozvojem společností Skupiny PKP,
příprava privatizačních projektů pro společností Skupiny.
PKP S.A. je členem Svazu železničních zaměstnavatelů (Związek Pracodawców Kolejowych).

## Společnosti skupiny PKP
- Polskie Koleje Państwowe S.A. - mateřská společnost celé skupiny.
- PKP Intercity Sp. z o. o. - společnost zabývající se provozem dálkových a mezinárodních expresních vlaků
- PKP Szybka Kolej Miejska Sp. z o. o. - firma provozuje příměstskou železniční osobní dopravu v tzv. Trojměstí (tj. města Gdaňsk, Sopoty a Gdyně) a jeho okolí
- PKP Cargo S.A. - největší polský nákladní železniční dopravce
- PKP Linia Hutnicza Szerokotorowa Sp. z o. o. - provozovatel dráhy i nákladní drážní dopravy na širokorozchodné trati LHS
- PKP Polskie Linie Kolejowe S.A. - správa železniční infrastruktury, bez nádraží
- PKP Energetyka Sp. z o. o. - správce polské železniční energetiky
- Telekomunikacja Kolejowa Sp. z o. o. - telekomunikační společnost
- PKP Informatyka Sp. z o.o. - spravuje informační systémy pro potřeby železnice